# Aleksandr Bubnov
Aleksandr Viktorovich Bubnov (Vladikavkaz, 10 de outubro de 1955) é um ex-futebolista profissional e treinador russo que atuava como defensor.

## Carreira
Aleksandr Bubnov fez parte do elenco da Seleção Soviética de Futebol, da Copa de 1986.